# Hansjoachim Tiedge
Hansjoachim Tiedge (né le 24 juin 1937 à Berlin, mort le 6 avril 2011 près de Moscou) est un officier de service de renseignement allemand et défecteur. Tiedge est juriste. En 1966 il commence à travailler pour l'Office fédéral de protection de la constitution à Cologne. Plus tard, il est responsable pour le contre-espionnage contre la RDA jusqu’au 19 août 1985, quand il se présente aux autorités de la RDA. 
À la suite de graves problèmes de santé mentale qui ont été déclenchés par l'abus d'alcool, des dettes élevées et la mort de sa femme, Tiedge fuit le 19 août 1985 avec le train interzonal vers la RDA. Quatre jours plus tard, le Ministère de la Sécurité d'État annonce la défection de Tiedge. Dans l'interrogatoire qui suit, Tiedge révèle toutes ses connaissances concernant son ancien employeur, en particulier les activités des agents de l'Ouest en RDA. En conséquence, des agents de l'Ouest sont arrêtés en RDA. 
Ensuite, il vit près de Wandlitz jusqu'au processus de changement ("Die Wende"). Le 23 août 1990 le KGB s’occupe de lui. Ils le transfèrent en Union Soviétique pour lui permettre d'échapper aux autorités allemandes. Tiedge a toujours été convaincu de la justesse de ses actions. Il vit ses dernières années dans l'isolement à la périphérie de Moscou. 
Bien que ses crimes soient prescrits depuis 2005, il a préféré rester en Russie. 
Lors de la guerre froide, sa défection fit particulièrement sensation.